# Gegen die Wand
Gegen die Wand (Turkse titel: Duvara karsi, Engelse titel: Head-On) is een film van de Turks-Duitse regisseur Fatih Akın uit het jaar 2004. De hoofdrollen worden gespeeld door Birol Ünel en Sibel Kekilli.

## Verhaal
De film gaat over het leven van twee Turken in Hamburg. Hij, Cahit, (Birol Ünel) is een ietwat aan lager wal geraakte man van begin 40. Zij, Sibel, (Sibel Kekilli) is een vrouw van begin 20, die uit het keurslijf van het traditionele Turkse gezin wil ontsnappen (zij wil zoals ze dat zelf zegt feesten en neuken). Zij ziet in een huwelijk met Cahit haar mogelijkheid. De twee ontmoeten elkaar in een psychiatrische inrichting waar beiden zijn opgenomen wegens een zelfmoordpoging.
Hoewel Cahit een huwelijk in eerste instantie niet ziet zitten, stemt hij uiteindelijk toch toe, omdat hij diep in zijn hart het meisje wil helpen. Sibel belooft hem (om hem over te halen) dat ze een goede huisgenoot zal zijn, zal koken, opruimen en dat hij niet met haar hoeft te slapen. De jonge vrouw brengt veel verandering in het leven van Cahit, ze richt zijn - tot dan toe - zwijnenstalachtige flat opnieuw in, kookt voor hem, en langzaam maar zeker begint Cahit zich weer open te stellen voor het leven en voor een vrouw. Het blijkt dat Cahit ooit getrouwd is geweest met een vrouw (Katharina), die is overleden, en dat hij daarna het leven niet meer goed aankon.
Het echtpaar komt in een moeilijke situatie, ze zijn getrouwd, en er begint wederzijds liefde te ontluiken, maar beiden gaan vreemd (dat was tenslotte de afspraak). Als Sibel een man met wie zij het bed heeft gedeeld (waarschijnlijk uit liefde voor Cahit nu) afwijst, vertelt ze hem dat ze getrouwd is en dat, als hij haar niet met rust laat, haar Turkse man hem zal vermoorden. Bij haar werkgeefster, tevens de minnares van Cahit, komt hij te weten dat zij met Cahit getrouwd is. Later begint deze afgewezen man in een bar Cahit te jennen over het hoerige gedrag van diens vrouw, en vraagt of hij haar voor 50 euro "in haar kont mag neuken", want hij wil zoals hij dat zegt "een Turkse op zijn Grieks neuken". Blijkbaar was dat te veel voor Cahit, en hij slaat de man, die valt en overlijdt.
Cahit wordt tot een gevangenisstraf veroordeeld, en Sibel vlucht (om de eerwraak van haar familie te ontlopen) naar Istanboel. Waar ze in eerste instantie bij een (vrijgevochten) nicht logeert, en schrijft Cahit dat ze hem mist, dat Istanboel een stad met veel leven is, maar dat zij zonder Cahit niet leeft. Ze veracht het leven van 'eten-slapen-werken' dat ze nu leidt, en besluit haar nicht en baan te verlaten en in te trekken bij een café-eigenaar met wie ze even tevoren opium had gerookt. Die relatie duurt echter niet lang, de man gooit haar na verloop van tijd op straat, en als ze 's nachts door de straten van Istanboel loopt wordt ze door drie mannen lastiggevallen. Dit ontaardt door de nauwelijks timide houding van Sibel (en te veel drank bij de mannen) tot een schermutseling waarbij Sibel tot twee keer toe in elkaar wordt geschopt, en bij het derde treffen uiteindelijk wordt neergestoken. Ze wordt bloedend door een taxichauffeur gevonden.
Cahit komt enkele jaren later vrij. Hij vliegt met geld van een vriend naar Istanboel, en neemt contact op met Sibels nicht. Die vertelt hem dat Sibel inmiddels een nieuwe vriend heeft en een dochtertje. Cahit besluit toch in Istanboel te blijven en tijdens een telefoontje van Sibel vertelt hij haar dat hij in Istanboel blijft totdat hij haar heeft gezien.
Als Sibels nieuwe vriend twee dagen weg is, bezoekt ze Cahit in zijn hotel, de twee delen twee dagen lang het bed, en spreken af de volgende dag gezamenlijk naar Mersin te reizen om daar samen met Sibels dochtertje een nieuw leven te beginnen.
Vervolgens zien we een scène waarin Sibel haar koffer pakt, en haar vriend met hun dochtertje Pamuka (Misra Tomruk) hoort spelen. De scène daarna zien we Cahit in de bus naar Mersin zitten wachten op een Sibel die niet komt opdagen. De bus rijdt uiteindelijk zonder Sibel weg.

## Rolverdeling
- Birol Ünel - Cahit
- Sibel Kekilli - Sibel
- Catrin Striebeck - Maren
- Güven Kiraç - Seref
- Stefan Gebelhoff - Nico
- Zarah Jane McKenzie - Barvrouw in fabriek
- Hermann Lause - Dr. Schiller
- Demir Gökgöl - Yunus Güner
- Cem Akin - Yilmaz Güner
- Aysel Iscan - Birsen Güner
- Meltem Cumbul - Selma
- Misra Tomruk - Pamuka

## Prijzen
De film won 23 prijzen.